# Pèrèrè
Pèrèrè est une commune et une ville du nord-est du Bénin, préfecture du département du Borgou.

## Géographie
Les six arrondissements de la commune sont Gninsy, Guinagourou, Kpané, Pébié, Pèrèrè et Sontou.

### Végétation

Spécimens de Légumineuses collectés à Pèrèrè.
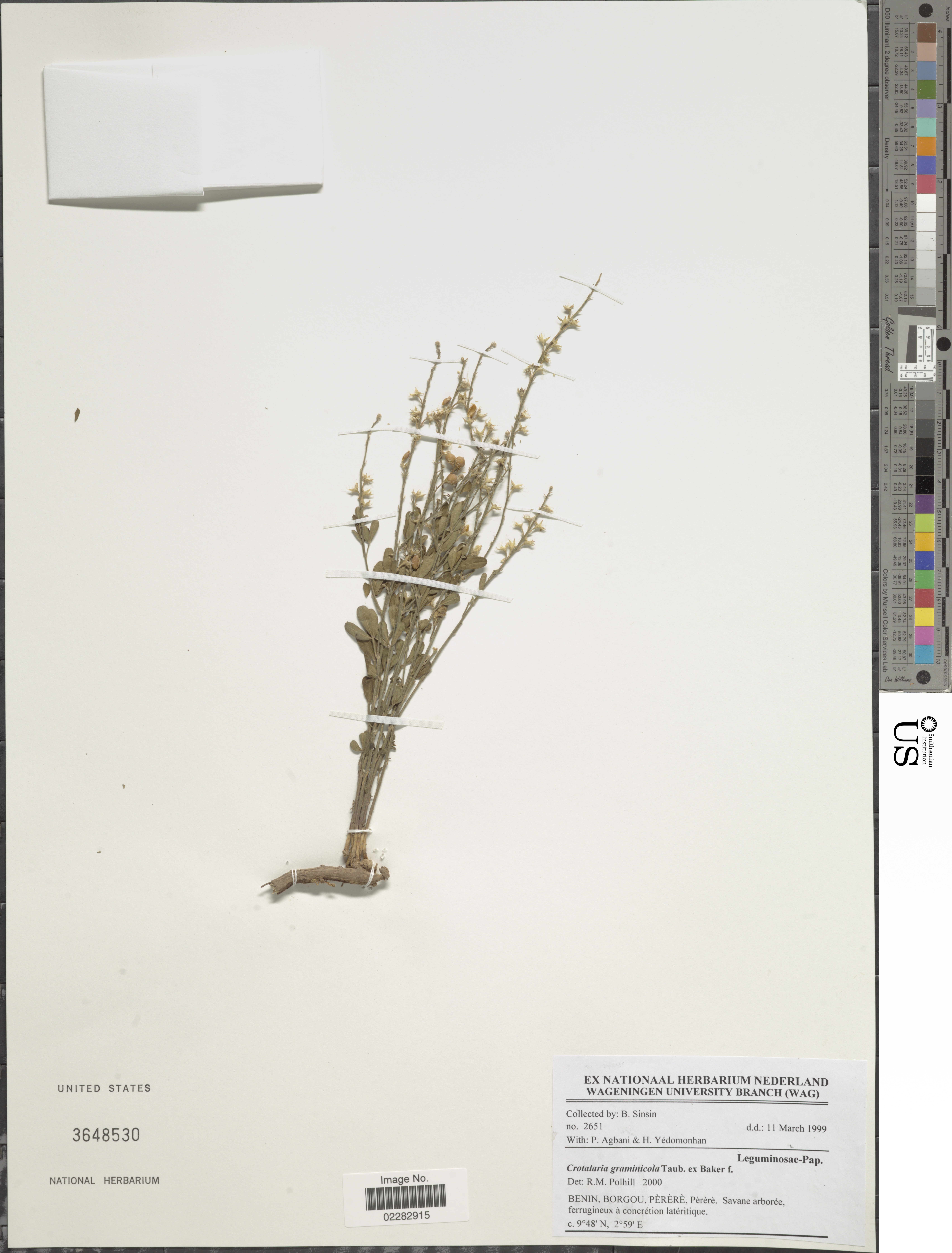
Crotalaria graminicola.
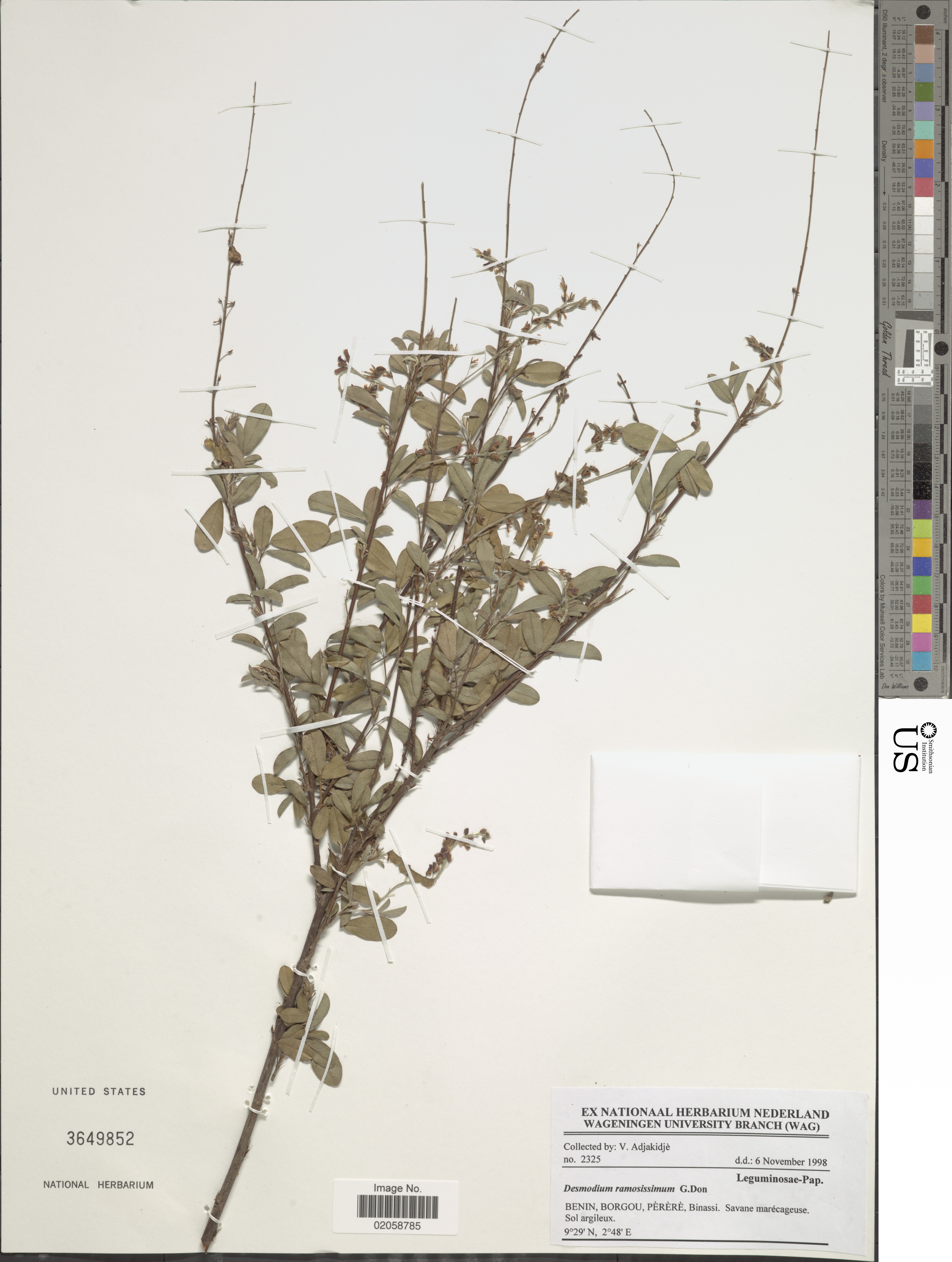
Desmodium ramosissimum.
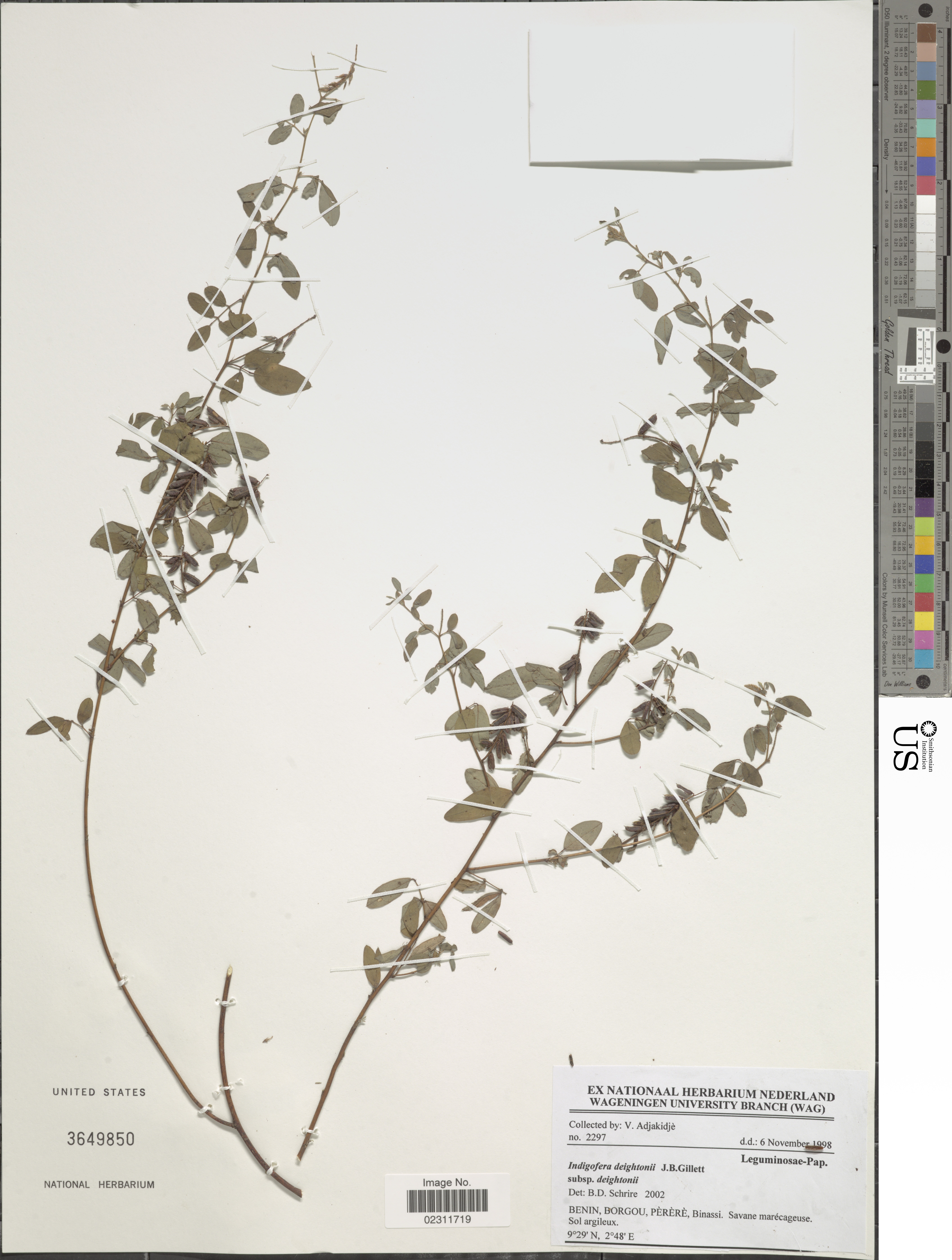
Indigofera deightonii.

## Population
Lors du recensement de 2013 (RGPH-4), la commune comptait 78 988 habitants.

## Histoire
Pèrèrè a été, autrefois, un des territoires du pays Baatonu où l'envahisseur a dû faire face à des résistances. Saka Yérima, prince guerrier et fils de Worou Kassakpérégui, un roi Baatombu, mène alors une lutte farouche contre l’invasion coloniale française en dressant une forteresse d'environ 3,6 hectares jusqu'au 31 décembre 1897, date de sa chute,.

## Galeries

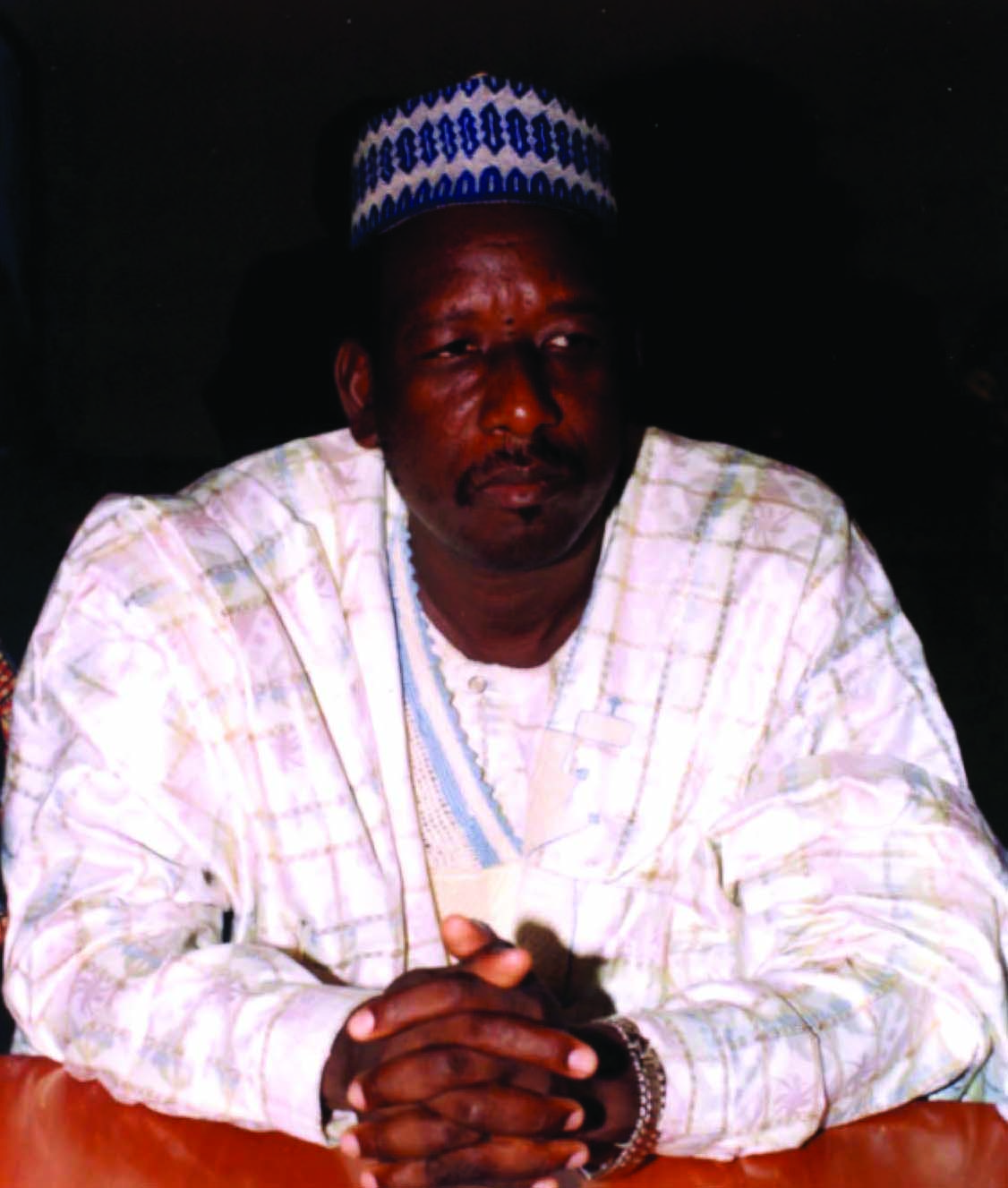
Ancien maire de Pèrèrè, Issaou Babio.

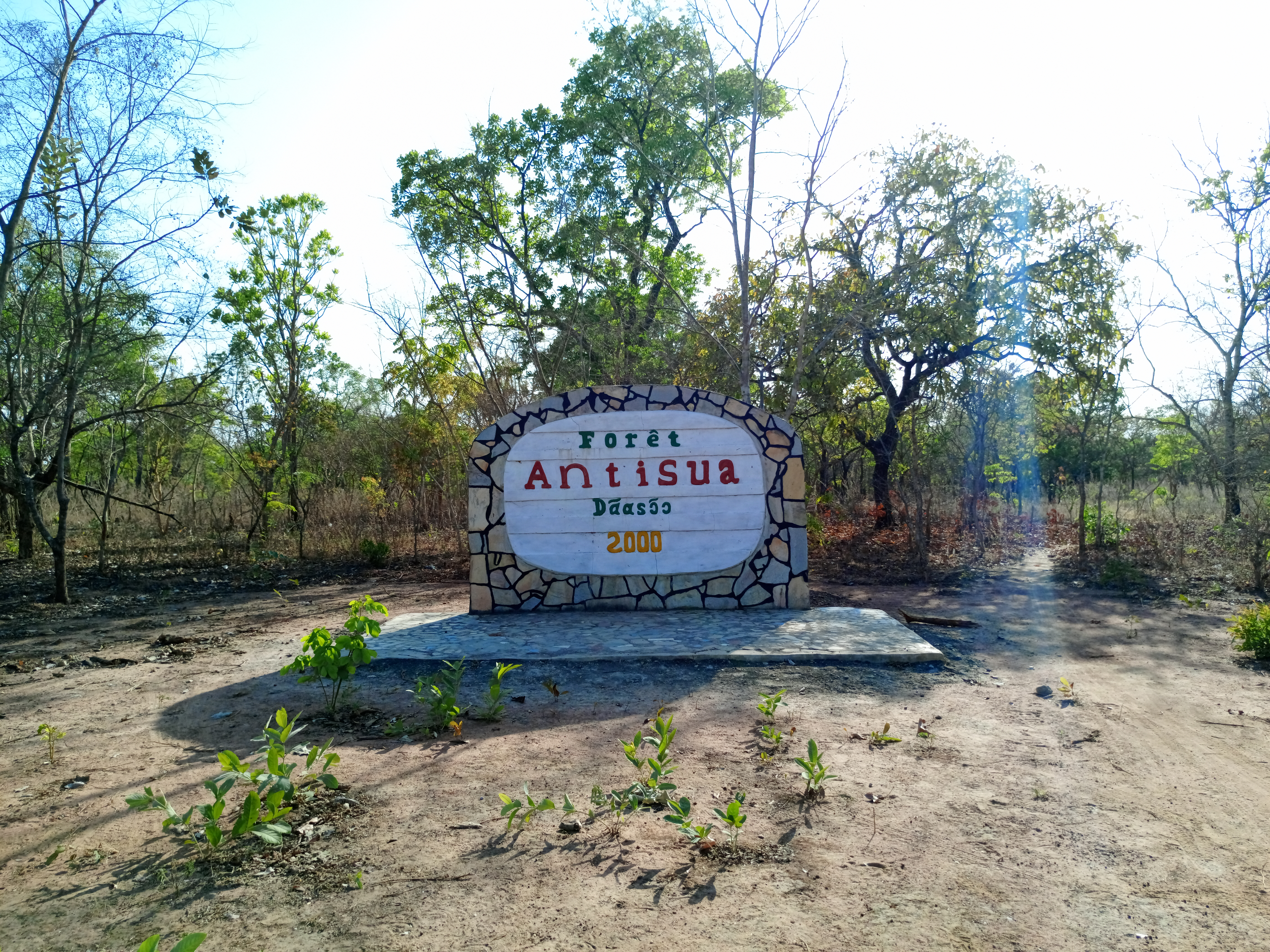
Forêt Antisua dans la commune de Pèrèrè.

### Personnalités
- Mariam Chabi Talata Zimé Yérima
- Saka Yerima